# All Japan Indoor Tennis Championships 2011
L'All Japan Indoor Tennis Championships 2011 è stato un torneo professionistico di tennis maschile giocato sul sintetico. È stata la 15ª edizione del torneo, che fa parte dell'ATP Challenger Tour nell'ambito dell'ATP Challenger Tour 2011. Si è gioca a Kyoto in Giappone dal 7 al 13 marzo 2011.

## Partecipanti

### Teste di serie
| Giocatore | Nazionalità         | Ranking* | Testa di serie |
| --------- | ------------------- | -------- | -------------- |
| Giappone  | Gō Soeda            | 110      | 1              |
| Germania  | Matthias Bachinger  | 158      | 2              |
| Giappone  | Tatsuma Itō         | 171      | 3              |
| Giappone  | Yūichi Sugita       | 176      | 4              |
| Germania  | Dominik Meffert     | 210      | 5              |
| Germania  | Sebastian Rieschick | 219      | 6              |
| Germania  | Simon Stadler       | 254      | 7              |
| Germania  | Andre Begemann      | 273      | 8              |

- Ranking al 28 febbraio 2011.

### Altri partecipanti
Giocatori che hanno ricevuto una wild card:
- Toshihide Matsui
- Takao Suzuki
- Kento Takeuchi
- Yasutaka Uchiyama

Giocatori passati dalle qualificazioni:
- Tiago Fernandes
- Peter Gojowczyk
- Sho Katayama
- Cedrik-Marcel Stebe

## Campioni

### Singolare
Dominik Meffert ha battuto in finale  Cedrik-Marcel Stebe, 4–6, 6–4, 6–2

### Doppio
Dominik Meffert /  Simon Stadler hanno battuto in finale  Andre Begemann /  James Lemke, 7–5, 2–6, [10–7]